# Paul-Émile Léger

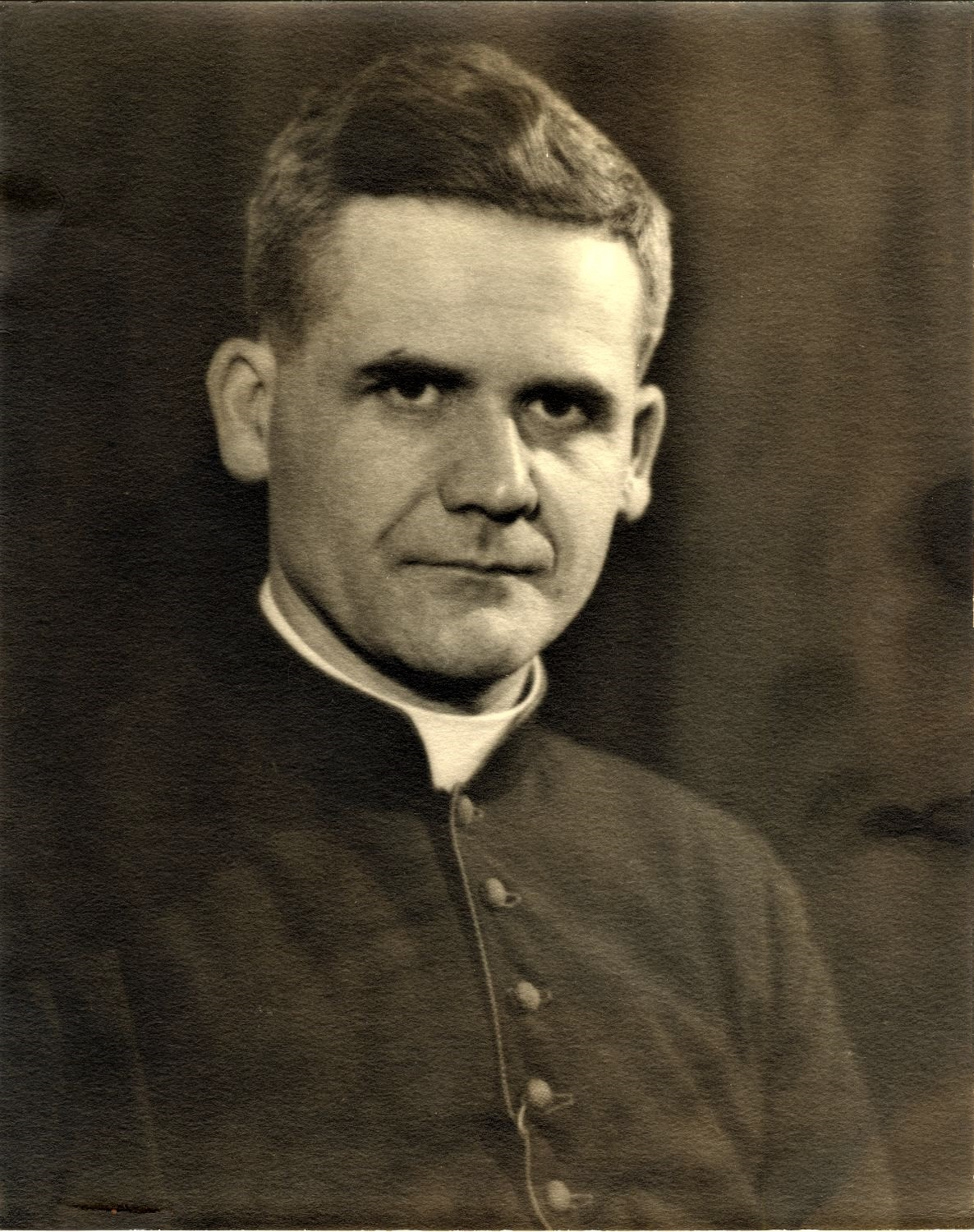
Paul-Émile Léger (1940)

Kardinalswappen

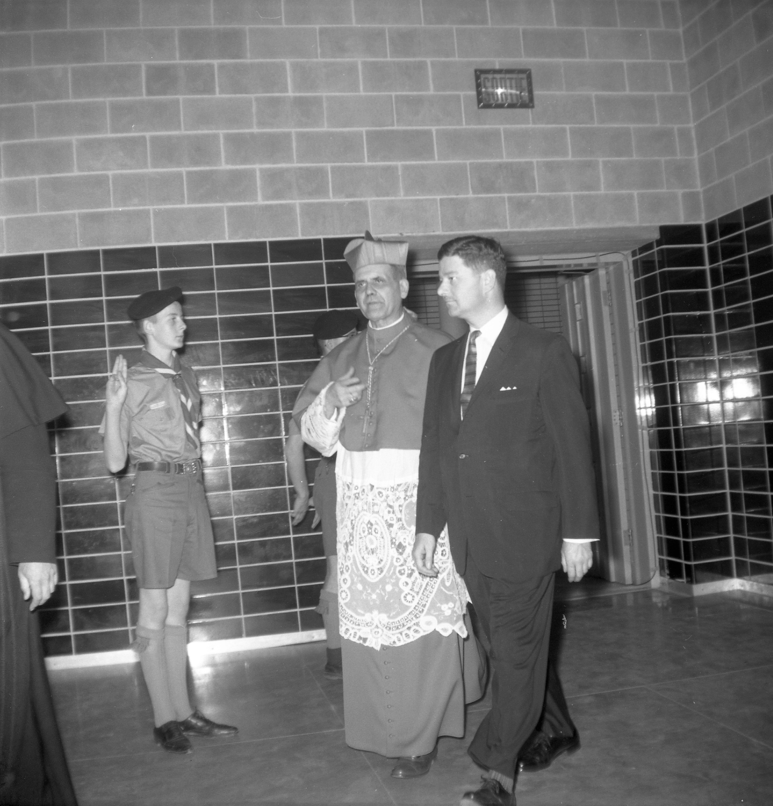
Paul-Émile Kardinal Léger (M.) mit Minister Paul Gérin-Lajoie (re.), Montreal 1962

Paul-Émile Kardinal Léger PSS, CC, GOQ (* 25. April 1904 in Salaberry-de-Valleyfield, Québec; † 13. November 1991 in Montreal, Québec) war ein römisch-katholischer Geistlicher und von 1950 bis 1968 Erzbischof von Montreal.

## Biografie
Léger empfing am 25. Mai 1929 in Montreal die Priesterweihe und ging von 1930 bis 1933 nach Frankreich und von 1933 bis 1939 nach Japan, wo er Administrator des Sulpizianerseminars in Fukuoka war. Während des Zweiten Weltkrieges kehrte er nach Kanada zurück. 1947 wurde Léger Rektor am Pontifical Canadian College in Rom und blieb dies bis zu seiner Ernennung zum Erzbischof von Montreal, als er Joseph Charbonneau, der aufgrund gesundheitlicher Gründe zurückgetreten war, nachfolgte.
Papst Pius XII. ernannte ihn am 25. März 1950 zum Erzbischof. Die Bischofsweihe spendete ihm der Sekretär der Konsistorialkongregation, Adeodato Giovanni Kardinal Piazza OCD, am 26. April desselben Jahres; Mitkonsekratoren waren der Erzbischof von Québec, Maurice Roy, und der Bischof von Straßburg, Jean-Julien Weber PSS.
Léger gewann schnell den Ruf eines eloquenten Redners und genoss aufgrund seines Engagements in religiösen und sozialen Belangen eine große Anerkennung, die über die Grenzen Québecs hinaus reichten. Im Konsistorium am 12. Januar 1953 wurde er von Papst Pius XII. als Kardinalpriester in das Kardinalskollegium aufgenommen. Ihm wurde die Titelkirche Santa Maria degli Angeli zugewiesen. Er war päpstlicher Legat in Lourdes (1954), beim St.-Josephs-Oratorium (1955) und in Sainte-Anne-de-Beaupré (1958). Im Vorfeld des Zweiten Vatikanischen Konzils gehörte er einer der Vorbereitungskommissionen als Mitglied an. Er nahm an allen vier Sitzungsperioden des Konzils als Konzilsvater teil.
Nach seiner Rückkehr setzte Léger sich für die Umsetzung der Konzilsbeschlüsse in seiner Diözese ein. Am 20. April 1968 legte er sein Amt als Erzbischof nieder, um sich in Westafrika als einfacher Priester um Leprakranke und Bedürftige zu kümmern. Nach der Verwirklichung diverser Projekte kehrte er August 1979 nach Montreal zurück und setzte dort seine humanitäre Arbeit fort, unter anderem durch die Unterstützung asiatischer Flüchtlinge. Er nahm an den vier Konklaven von 1958 und 1963 sowie im August 1978 und Oktober 1978 teil. Seit 1989 war er als dienstältester Kardinalpriester Kardinalprotopriester. Er starb 1991 als letzter Kardinal, der von Pius XII. kreiert wurde.
Sein Bruder Jules Léger war 1974 bis 1979 Generalgouverneur von Kanada.

## Auszeichnungen
Kardinal Léger erhielt in seinem Leben viele Auszeichnungen. Mehr als 10 kanadische Universitäten verliehen ihm die Ehrendoktorwürde. 1958 erhielt er das Grande Croix of the Légion d’honneur der Ehrenlegion und wurde 1968 mit dem Order of Canada ausgezeichnet. Als Copräsident der Canadian Refugee Foundation erhielt Léger 1979 die Pearson Peace Medal und 1980 den Lester B. Pearson Foundation award for peace. 1983 war er der erste Preisträger des Prix Maisonneuve der von der Société Saint-Jean-Baptiste de Montréal verliehen wurde. 1985 wurde Léger grand officer des Ordre national du Québec.
Er war Großkreuzritter des Ritterordens vom Heiligen Grab zu Jerusalem sowie Mitglied des Malteserordens.